# Península de Ōsumi

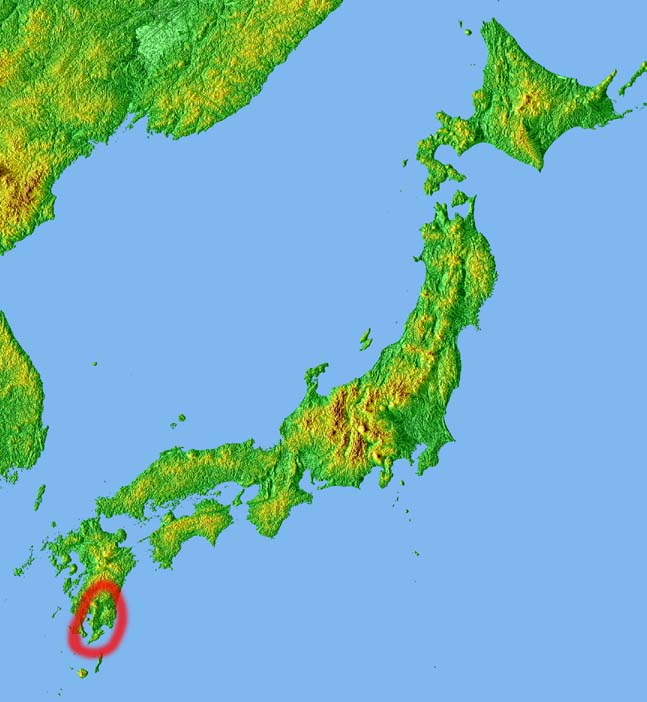
Localização da península

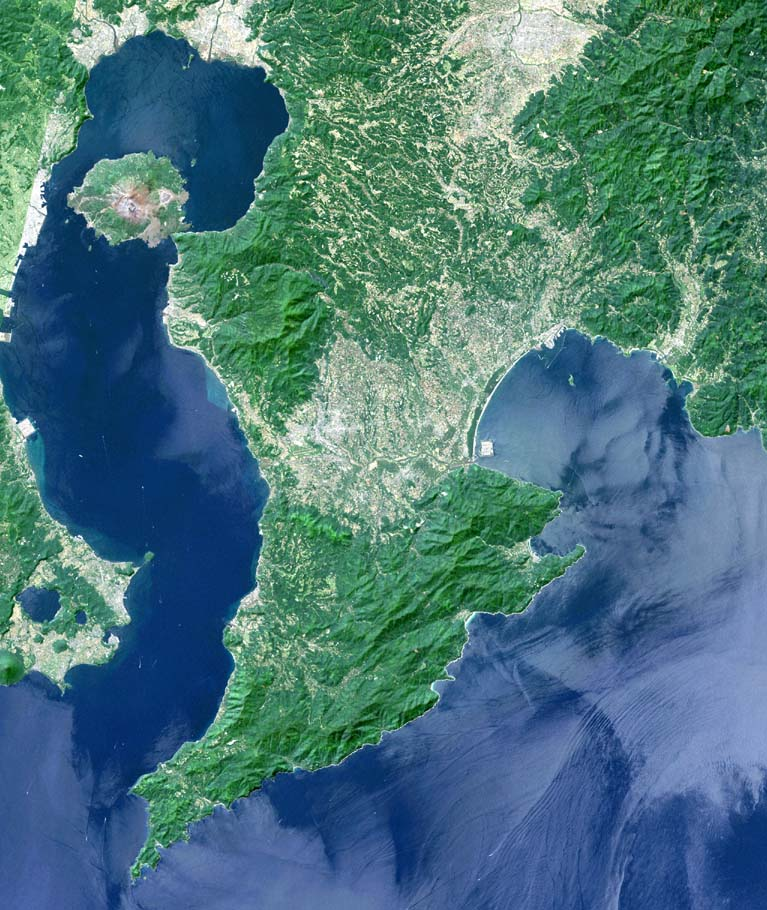
Imagem de satélite

A Península de Ōsumi (大隅 半島, Ōsumi Hantō) é uma península localizada na província de Kagoshima no sul da ilha de Kyūshū no Japão, que se projecta para sul e que contem o ponto mais meridional da ilha, o Cabo Sata.
A costa este da ilha é banhada pelo oceano Pacífico, enquanto que a costa oeste está virada para a península de Satsuma, estando estas penínsulas separadas pela baía de Kagoshima. Desde 1914 que o noroeste da península está ligado à antiga ilha de Sakurajima.